# Lacul Filaret
Lacul Filaret, sau Lacul Carol, este un lac artificial situat în partea de sud a Bucureștiului, în Parcul Carol. Lacul are o suprafață de aproximativ 8 hectare și este înconjurat de spații verzi și de o pădure de salcâmi. 
În prezent, lacul este un loc popular pentru pescuit, plimbări cu barca și alte activități nautice. Pe malurile lacului se găsesc terenuri de sport, zone de picnic și terase unde se pot servi băuturi și mâncăruri. În apropiere de Lacul Filaret se află Parcul Tineretului, unul dintre cele mai mari parcuri din București, care oferă o gamă variată de activități și atracții, inclusiv un parc de distracții, terenuri de sport și un teatru în aer liber.
Acest lac a fost creat în anii 1905-1906, prin decopertarea și amenajarea unei vechi cariere de argilă, care s-a umplut cu apă de ploaie și apă subterană. Acest proiect a fost o încercare de a îmbunătăți sistemul de drenaj din zona Dealului Spirii și de a preveni inundațiile. 
În ultimii ani, lacul a fost supus unui proces de reabilitare și curățare, deoarece devenise poluat cu diferite tipuri de deșeuri. Calitatea apei s-a îmbunătățit, iar zona înconjurătoare a fost amenajată pentru a oferi un spațiu verde plăcut și o oază de relaxare în mijlocul orașului.